# Flaga stanowa Oklahomy

Flaga stanowa Oklahomy 1911-1941

Błękit na fladze stanowej Oklahomy oznacza lojalność wobec władz federalnych i ich nadrzędność. Tarcza indiańska jest symbolem ochrony, a skrzyżowane na niej kalumet (fajka pokoju) z gałązką oliwną wyrażają dążenie do pokoju.
Przyjęta 9 maja 1941 roku. Proporcje nieustalone.